# Mutatio controversiae
Uzasadnienie: brak interwiki, brak odrębnej encyklopedyczności. Książka bardzo ency (zob. Sztuka prowadzenia sporów (Q432196)).
Mutatio controversiae (łac. zmiana przedmiotu sporu) – nieuczciwy zabieg erystyczny polegający na zmianie przedmiotu sporu w sytuacji, gdy dyskutant zrozumie, że nie ma racji. Zabieg ten został opisany jako wybieg 17 w dziele Erystyka, czyli sztuka prowadzenia sporów Artura Schopenhauera.